# Арслан хан
Арслан хан (Араслан Алеевич, тат. Arslan, Арслан, ارسلان‎) (ум. 24 апреля 1626, Касимов) — касимовский правитель, хан (август 1614 — апрель 1626). Был сыном сибирского хана Али и внуком хана Кучума. До воцарения именовался сибирским царевичем.

## Биография
В 1598 г. сибирский хан Кучум был разбит тарским воеводой Андреем Воейковым. Его многочисленных жен, детей и внуков пленили. Среди пленников оказалась и жена старшего сына Кучума Али, Ханзада, с сыном Хансюерем, дочерью и пасынком Арсланом. Через некоторое время пленников отпустили в Касимов к Ураз-Мухаммед хану и в Бежецкий Верх к сибирскому царевичу Мухаммеду-Кули. Скорее всего, Арслан осел в Касимове.
В 1603/04 г. Арслан был на приеме у Бориса Годунова.
В 1610/11 г. многие татары убитого касимовского хана Ураз-Мухаммеда били челом в службу Арслану.
В мае 1612 г. выступил на стороне Минина и князя Пожарского.
6 (16) марта 1614 г. Арслан получил из приказа Казанского дворца жалованную грамоту и стал касимовским царем. Однако официально царем он был объявлен только 6 (16) августа. Женился в том же году на Наг-салтан, сестре Исинея Карамышева сына Мусатова (после опалы Исинея в 1620 г. выслал жену в Ярославль к родственникам).
Среди служилых людей его двора 25 человек были касимовцами, 11 — сибирскими татарами, 7 — ногайцами, 5 — русскими, 6 — прочими.
В 1616, 1617 и 1623 гг. приезжал в Москву на прием к царю Михаилу Фёдоровичу.
По указу от 16 (26) октября 1621 г. власть хана была значительно стеснена, право судить служилых татар — князей, мурз и простых казаков, а также взимать судебные пошлины, прежде принадлежавшее ему, а до него Ураз-Мухаммед хану, перешло к касимовскому воеводе. В его ведении остались лишь его дворовые и посадские люди.
Препятствовал распространению православия среди подвластных ему людей. В Москву неоднократно поступали жалобы, а также грамоты воевод о том, что царь Араслан Алеевич «бусурманит» новокрещенных татар и русских людей.

## Жены и дети
- Салтан-бике;
- Фатима-Султан, дочь Ак-Мухаммед сеида Шакулова (ок. 1605),
  - дочь Алма-бике, выдана замуж за царевича Мухаммеда-Кули,
  - сын Сеид-Бурхан;
- Наг-Салтан, сестра сибирского мурзы Исинея Карамышева, (1613/14—1619/20);
- Карачай, дочь Ибердея абыза, вдова Азима Кучумова (ок. 1615),
  - дочь Салтыкай 1616 г.р.

## Касимовские воеводы во время правления Арслана Алеевича
- Иван Степанович Большой Колтовский (1613—1614);
- князь Семён Григорьевич Звенигородский (1614—1616);
- Семён Афанасьевич Бартенев (1616);
- Григорий Иванович Феофилатьев (1616/17—1617/18);
- Иван Гаврилович Бобрищев-Пушкин (1618/19—1619/20);
- Никита Григорьевич Полтев и Григорий Григорьевич Калединский (1620 — 8 июня 1621);
- Абросим Иванович Лодыженский и Иван Вышеславцев (8 июня 1621 — февраль 1623);
- Андрей Фёдорович Наумов и Иван Фёдорович Кикин (25 июня — 11 июля 1623);
- Иван Константинович Шетнёв (25 мая 1623 — январь 1625);
- Алексей Терентьевич Чубаров (январь 1625 — ноябрь 1626).